# ZSpace

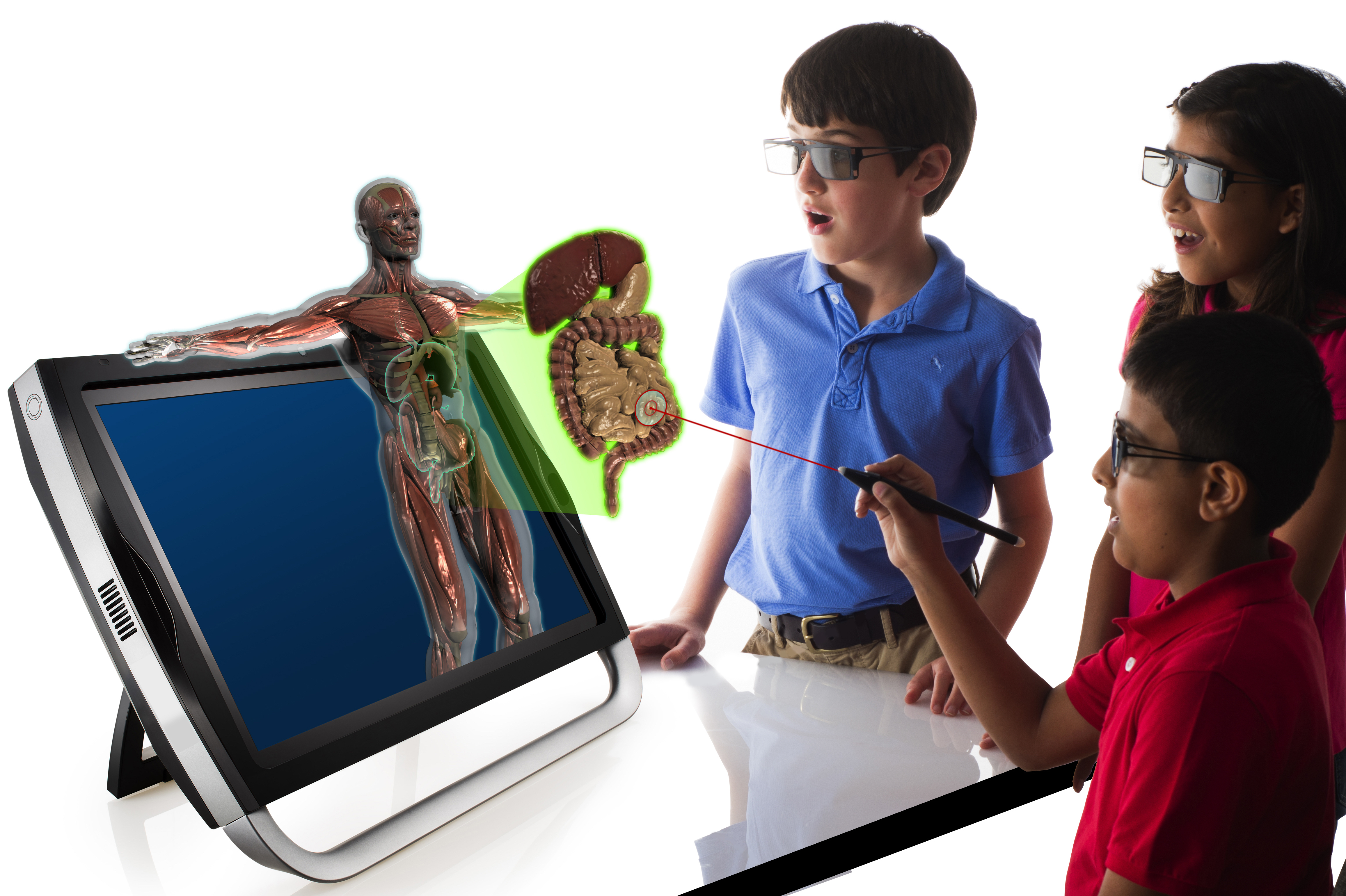
Un prodotto zSpace

zSpace è un'azienda nata nel 2007 con sede a San Jose in California negli Stati Uniti che produce tecnologie di realtà aumentata e realtà virtuale.
I prodotti di zSpace permettono alle persone di interagire con oggetti simulati in un ambiente virtuale come se fosse reale.
zSpace è conosciuta per i suoi sviluppi nell'interazione uomo-macchina Paul Kellenberger è l'attuale amministratore delegato e Presidente..